# 便携式导航器

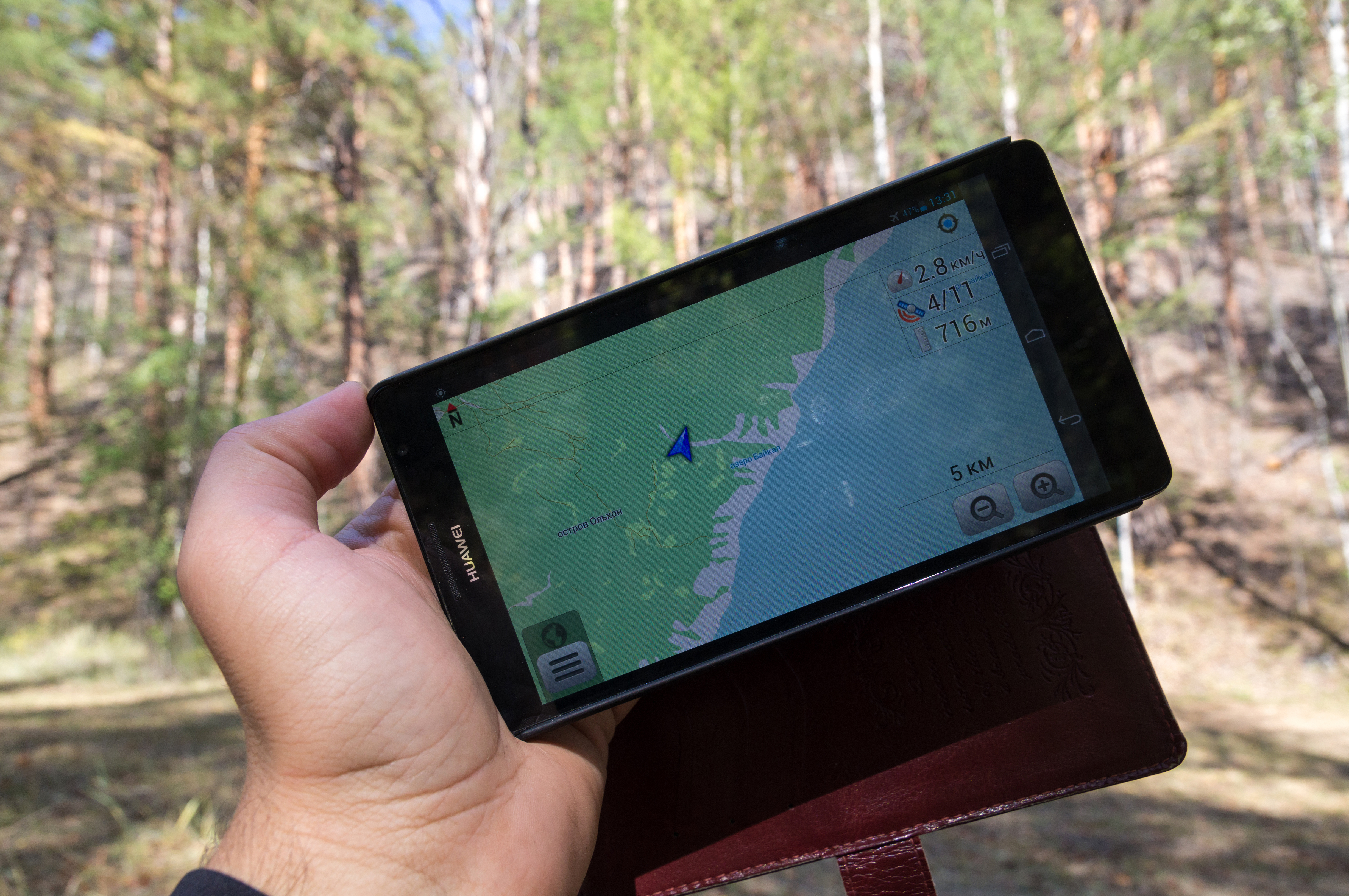

便携式导航器，或称便携式导航设备，即PND（Portable Navigation Device，或Personal Navigation Device），或PNA（Personal Navigation Assistant），是指能随身携带的定位和导航设备，以及内置定位导航的PDA或智能手机。
与一般GPS设备相比，PND强调便携性。随着电子地图的发展，人们出游的选择也很多，越来越多的人选择自助旅游，借助如步行、自行车、汽车等进行长途旅游，利用可拆卸的车架，并未与车内其它电子系统连结。携带方便、安装简单、选择多样和价格便宜使得PND就成为人们的必备之选。

## 历史
- 最早的PNA为美国军方所使用，是一种手持GPS单元（约1980年代中期）。它能在电子地图上显示使用者的位置，并包含简单的导航功能。
- 目前的PND设备具有完善的定位导航功能并包含有多种用户界面，如电子地图，转向指挥和语音指示等。

## 市场发展
随着汽车导航系统的发展，PND市场也不断扩大。最初的PND产品多是由消费电子厂商主推，例如，宇达电通、ACER、ASUS、HP等。随后如TomTom和Garmin等专注于导航系统的公司发展迅速。根据iSuppli的2007年市场份额数据，Tom Tom和Garmin分别占据了全球PND市场的37%和25%  。Nokia, 三星电子, Motorola等手持设备厂商也纷纷加入，PND开始集成到智能手机。

## 组成

### 硬件
- 主流PND一般采用三星与SiRF的组合方案，即使用三星公司的ARM芯片作为主控CPU，SiRF芯片做为GPS模块。
- Nokia的智能手机一般采用SiRF StarIII芯片作为GPS模块。

### 操作系统
使用Windows CE，嵌入式Linux，或者智能手机系统如Symbian等。

### 电子地图
参见电子地图和地理数据文件